# Epstein-Syndrom
Das Epstein-Syndrom ist eine sehr seltene autosomal-dominante Erbkrankheit. Sie wird durch eine Mutation des MYH9-Gens verursacht. Das Epstein-Syndrom gehört zusammen mit dem Sebastian-Syndrom, dem Fechtner-Syndrom und der May-Hegglin-Anomalie zur Gruppe der MYH9-assoziierten Erkrankungen.

## Ursache und Genetik

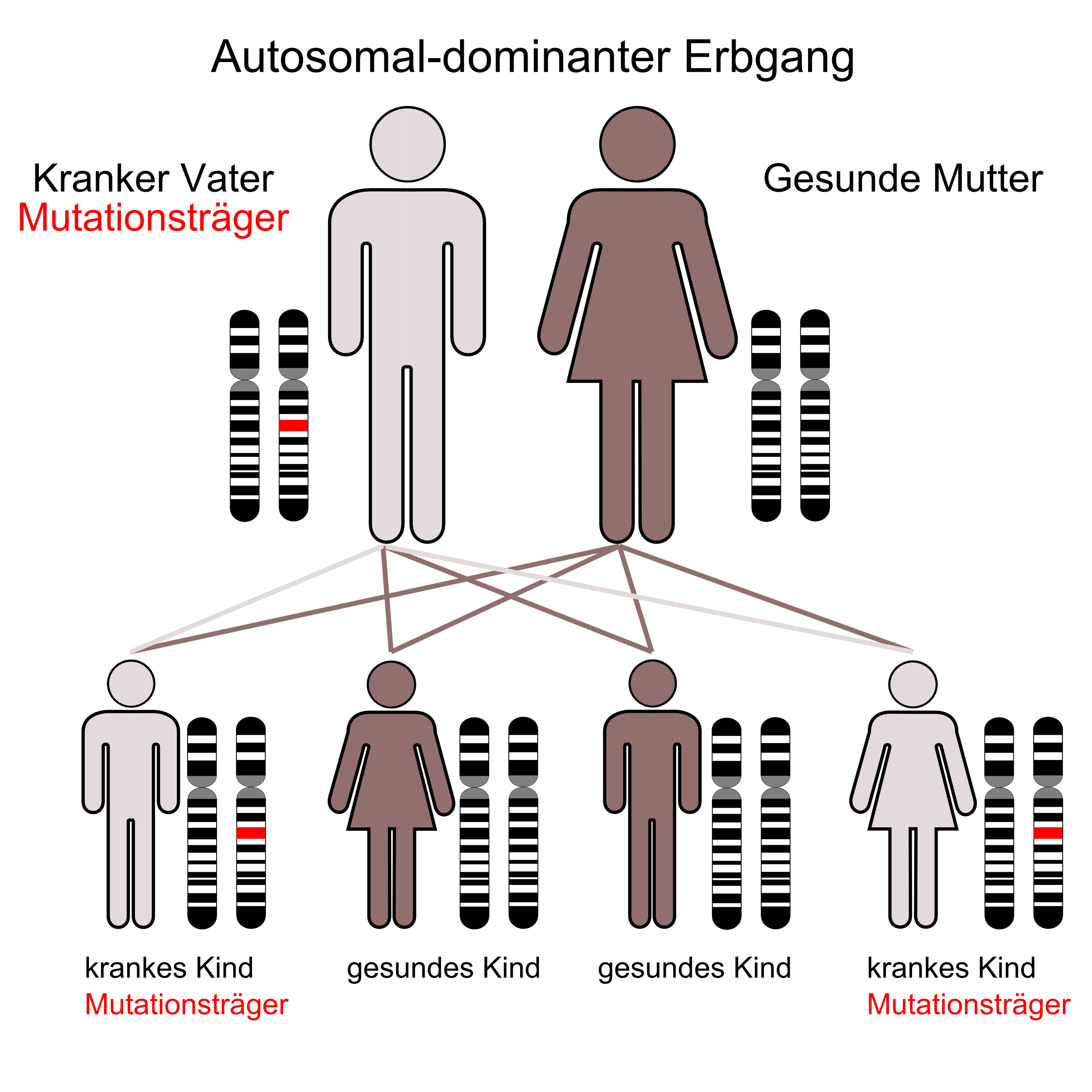
Der autosomal-dominante Erbgang

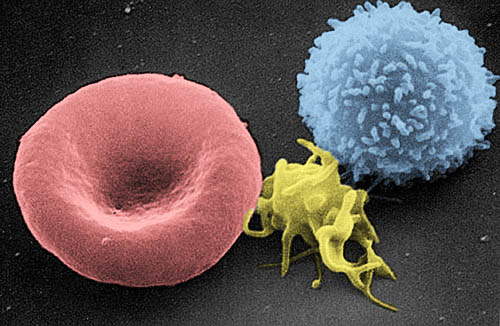
Von links nach rechts: Erythrozyt (rotes Blutkörperchen), Thrombozyt (aktiviert) und Leukozyt

Die Ursache des Epstein-Syndroms ist eine Punktmutationen des MYH9-Gens, das sich beim Menschen auf Chromosom 22 Genlocus q11.2 befindet.
Das Gen kodiert für die schwere Kette eines  Nicht-Muskel-Myosins Typ IIA (NMMHC-IIA). Dieses Protein wird in einigen Blutzellen, unter anderem in Monozyten und Thrombozyten, in der Hörschnecke (Cochlea) und in den Nieren exprimiert. Die Mutation R702H bewirkt offensichtlich eine Konformationsänderung im Kopf des NMMHC-IIA-Proteins. Die Folge davon ist eine Störung der Aggregation des Proteins zu Döhle-Körperchen, was eine fehlerhafte Organisation des Zytoskeletts in den Megakaryozyten, den Vorläuferzellen der Thrombozyten bewirkt. Dies ist die Ursache für die Makrothrombozytopenie, die sich durch einen Mangel an Thrombozyten (eine sogenannte Thrombozytopenie) und übergroßen Thrombozyten mit Leukozyteneinschlüssen manifestiert. Die Größe der Thrombozyten kann dabei die von Erythrozyten sogar übertreffen.

## Epidemiologie und Prävalenz
Aufgrund der Seltenheit des Epstein-Syndroms sind keine gesicherten Daten bezüglich der Epidemiologie und der Prävalenz verfügbar. Die Prävalenz liegt aber deutlich unter 1:100.000. Es wurden bisher weniger als 100 Familien mit diesem Syndrom beschrieben.

## Symptome und Diagnose
Entsprechend den Stellen der Genexpression von NMMHC-IIA manifestierten sich auch die Symptome des Epstein-Syndroms. Patienten mit dem Epstein-Syndrom weisen einen Mangel an Thrombozyten (Thrombozytopenie), sowie zusätzlich eine Funktionsstörung der Thrombozyten (Thrombozytopathie) auf. Die vorhandenen Thrombozyten sind erheblich größer als bei nicht betroffenen Menschen (Makrothrombozytopenie).
Ein Teil der Patienten entwickelt einen progredienten Hörverlust, insbesondere im Hochtonbereich. Zudem kann sich auch eine Glomerulonephritis und eine Entzündung der Nierenfilterchen einstellen. Beide Erkrankungen stellen sich aber nicht zwangsläufig ein, da die Aggregationsstörung von NMMHC-IIA durch eine andere Myosinform (Typ IIB) ausgeglichen werden kann.
Die Symptome der Nierenfunktionsstörungen und Gehörprobleme lassen sich nicht von denen des Fechtner- oder Alport-Syndroms unterscheiden. Im Gegensatz zu den anderen MYH9-assoziierten Erkrankungen sind beim Epstein-Syndrom keine Einschlüsse in den Leukozyten sichtbar.
Die Glomerulonephritis und der Hörverlust treten später und nicht regelmäßig auf, da die Aggregationsstörung in situ durch eine andere Myosinform (Typ IIB) kompensiert werden kann.

## Therapie
Die Therapie erfolgt im Wesentlichen symptomatisch. Vor Operationen ist unter Umständen eine Thrombozytentransfusion notwendig.

## Entdeckung
Das Epstein-Syndrom wurde erstmals 1972 von Charles J. Epstein u. a. beschrieben.